# Kloster Schwarzenberg

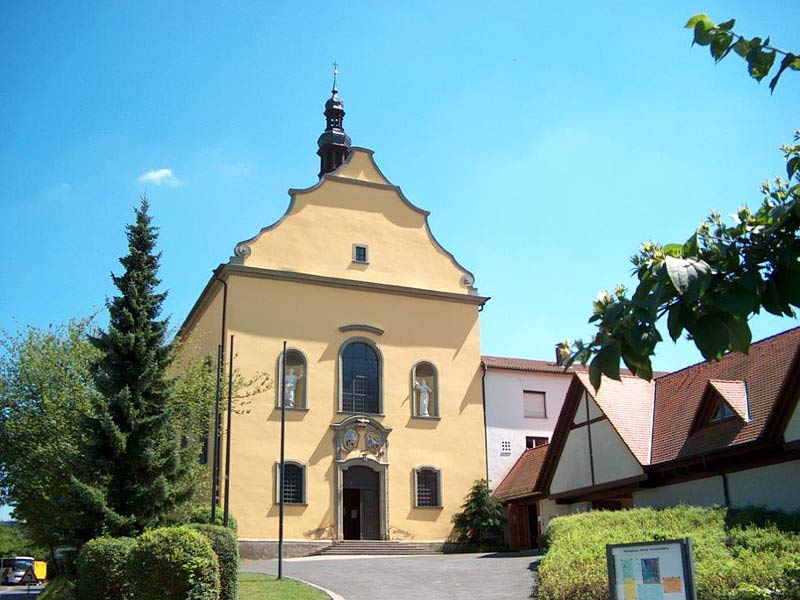
Wallfahrtskirche und Kloster Schwarzenberg, Blick von Osten (2019)

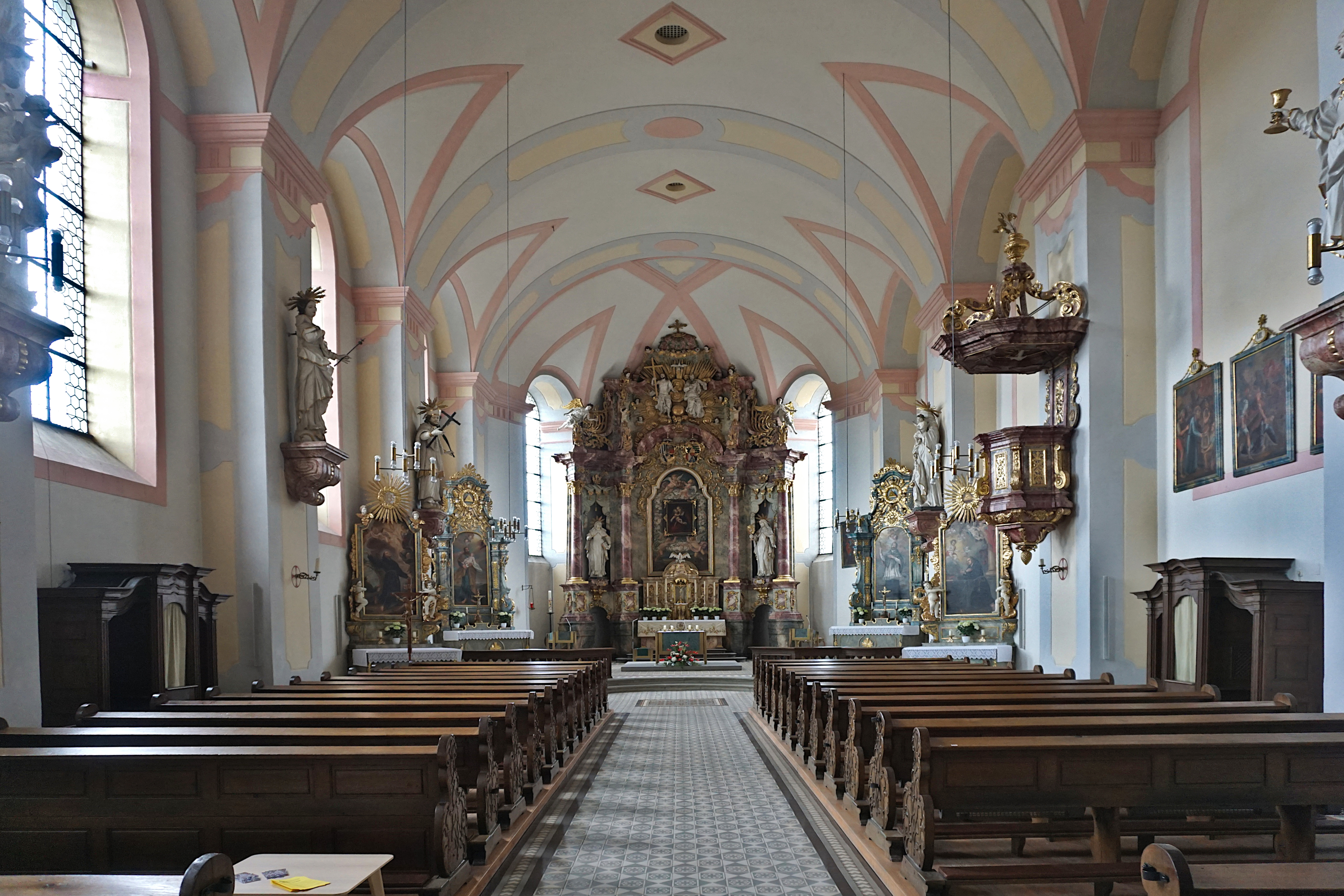
Innenraum der Wallfahrtskirche

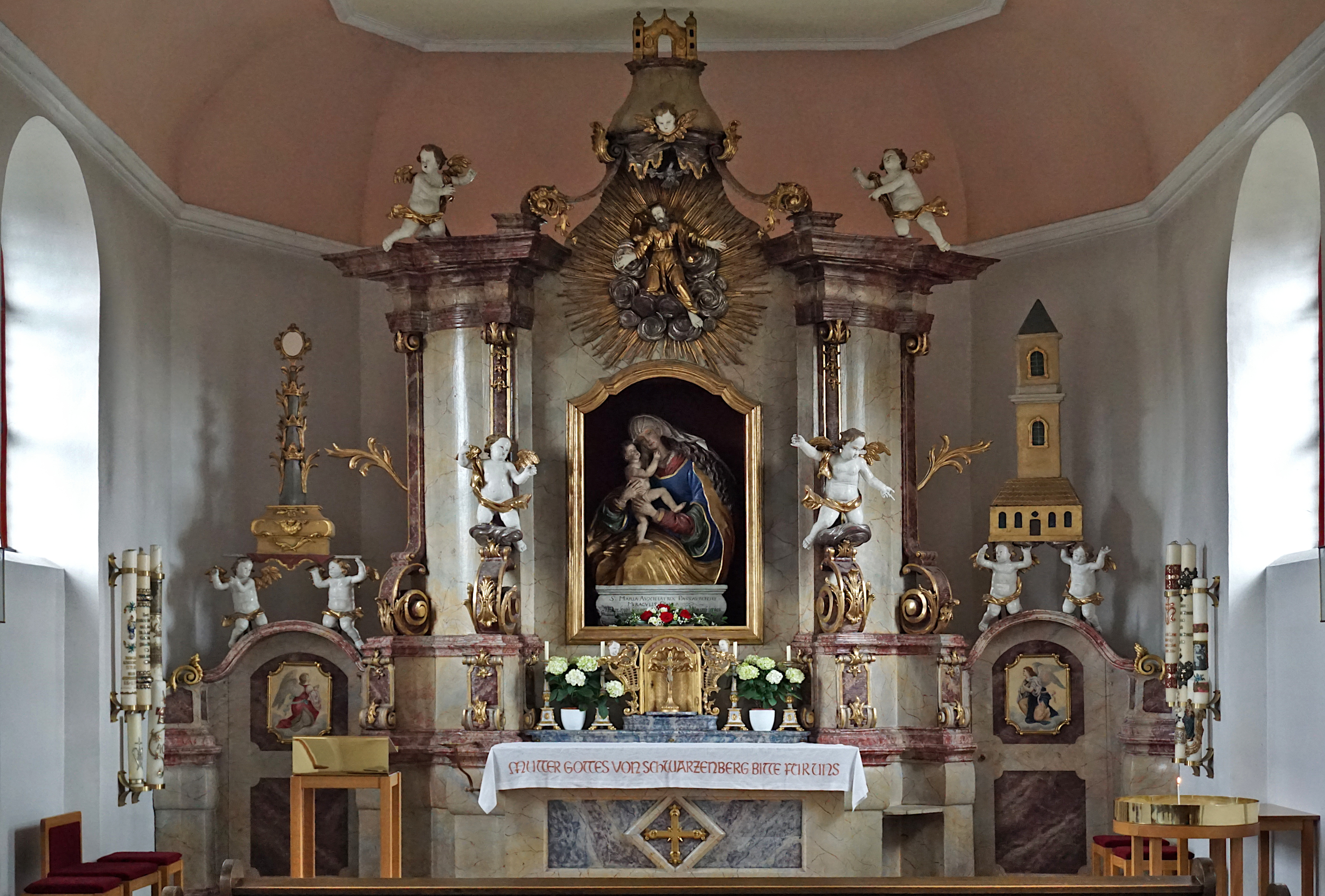
Die Gnadenkapelle

Das Kloster Schwarzenberg ist ein Kloster der Franziskaner-Minoriten in Scheinfeld in Bayern in der Erzdiözese Bamberg.

## Geschichte
Das auf das Patrozinium Maria, Hilfe der Christen geweihte Kloster der Franziskaner-Rekollekten wurde 1702 durch die thüringische Provinz des Ordens als Hospiz gegründet, 1732 erhielt es den Status eines Konventes. Nach 1769 wurden Franziskaner aus Schwarzenberg gelegentlich zur Seelsorge von katholischen Soldaten angefordert, die sich im lutherischen Neustadt an der Aisch aufhielten, wo den Franziskanern 1705 vom regierenden Markgrafen gestattet worden war, zweimal jährlich Almosen zu sammeln. 1751 lebten im Kloster Schwarzenberg 14 Patres und 4 Brüder; mit Erlaubnis des Diözesanbischofs gründeten sie in dem Jahr beim Kloster eine Gürtelbruderschaft des heiligen Franziskus. Die Arbeit der Franziskaner bestand in der seelsorglichen Betreuung einiger Missionsstationen, Kuratien und Pfarreien und der Seelsorge für die katholischen Soldaten des Fürsten von Ansbach. 1761 entstand im Kloster ein Studienseminar, und 1802 übernahmen die Franziskaner eine Lateinschule.
1807 gingen als Folge der Säkularisation die Gebiete von Schwarzenberg vom Hochstift Würzburg in die königlich-bayrische Herrschaft über. Die Arbeit im Kloster und an der Lateinschule musste nun eingestellt werden. Die Franziskanerniederlassung wurde zu Beginn des 19. Jahrhunderts jedoch nicht aufgehoben; die Brüder durften vorerst wohnen bleiben und weiter seelsorgerisch tätig sein. Sie bekamen Unterstützung vom 1808 neu gegründeten Erzbistum Bamberg und vom Haus Schwarzenberg. Von 1828 bis 1836 gehörte das Kloster zur Fränkischen Franziskanerprovinz (Provincia nova Bavarica), die 1837 in die Bayerische Franziskanerprovinz eingegliedert wurde. Wegen Nachwuchsmangels starb jedoch der letzte Franziskaner 1864. Die Bayerische Provinz wollte das Kloster nicht weiterführen, da die Gebäude in keinem guten Zustand waren. Jetzt kaufte Pfarrer Krapp von Scheinfeld es und schenkte es 1866 den Franziskaner-Minoriten, die Kirche und Kloster renovierten und die Wallfahrt weiterführten, die dadurch einen Aufschwung nahm.
Der Gnadenaltar in der Kapelle am Chor wurde vom Bildhauer Reiner Wirl im Jahr 1746 geschaffen. Aus dem Jahr 1898 stammen einige Fresken zum Leben des heiligen Franziskus von Rudolf und Matthäus Schiestl. Bis zum Brand 1960 waren sie im Refektorium zu sehen. Mittlerweile hängen  Fotografien von ihnen im Kreuzgang.
Von 1940 bis 1945 war das von den Nationalsozialisten beschlagnahmte Kloster Umsiedlerlager.
In der Nacht vom 22. auf den 23. Juni 1960 zerstörte ein Großbrand die Klosterkirche und einen Teil der angrenzenden Gebäude; die Klosterbibliothek konnte zum größten Teil gerettet werden.
Seit Ende der 1960er-Jahre ist das Kloster auf Beschluss der deutschen Ordensprovinz ein Bildungshaus.
Die Kirche und das Klosterdorf sind als Baudenkmale geschützt.:8